# Freddie Washington (Pianist)
Frederick Charles „Freddie“ Washington (* um 1900; † nach 1960) war ein US-amerikanischer Jazzpianist.

## Leben und Wirken
Washington kam um 1918 nach Kalifornien, wo er 1921 Mitglied der Band von Kid Ory war. Er wirkte auch bei dessen frühen Aufnahmen für die Sunshine Record Company mit. In den 1920er- und 1930er-Jahren leitete er eine eigene Band; außerdem spielte er u. a. mit Ed Garland und Paul Howard. 1944 wirkte er bei Aufnahmen von Zutty Singleton für Capitol Records mit; dabei entstand auch Washingtons Komposition „Lulu’s Mood“. Weitere Aufnahmen entstanden in diesem Jahr mit Bunk Johnson. In Kid Orys Band trat er in der Radioshow The Orson Welles Almanac auf.
Washington nahm 1950 mit dem Sänger Joe Medlin in New York auf („You Thrill Me“); weitere Instrumentalaufnahmen entstanden in dieser Zeit mit eigener Band (Freddie Washington's Dixiecrats mit Shad Collins, Prince Robinson, Sam „The Man“ Taylor, Ahmed Abdul-Malik, Billy May). 1952 begleitete er in New York mit seiner All-Star-Band (u. a. mit Jimmy Butts) die Sängerin Betty Carter. Er wirkte ferner bei Aufnahmen von Hot Lips Page, Eddie „Cleanhead“ Vinson (1951), Charlie Singleton (1952), Milt Trenier, Claude Cloud (1954), Sam Taylor (1955), Louis Metcalf (1958) und Lawrence Lucie (1961) mit. Im Bereich des Jazz war er zwischen 1922 und 1961 an 32 Aufnahmesessions beteiligt.

## Lexikalischer Eintrag
- Freddie Washington. Grove Jazz online.
- John Chilton, Who's Who of Jazz.